# 6e étape du Tour de France 1914
Pour un article plus général, voir Tour de France 1914.
La 6e étape du Tour de France 1914 s'est déroulée le mercredi 8 juillet.
Les coureurs relient Bayonne, dans les Basses-Pyrénées, à Luchon, en Haute-Garonne, au terme d'un parcours de 326 kilomètres.
Le Belge Firmin Lambot gagne l'étape, tandis que son compatriote Philippe Thys prend seul la tête du classement général.

## Déroulement de la course
L'équipe Peugeot démontre sa mainmise sur l'épreuve lors de la première étape pyrénéenne du Tour 1914. Oscar Egg et Henri Pélissier passent à l'offensive dans la montée du col d'Aubisque, creusant rapidement l'écart avec leurs poursuivants. Au sommet, ils possèdent une minute d'avance sur leur coéquipier Firmin Lambot, tandis que les deux leaders du classement général, Philippe Thys et Jean Rossius, sont déjà pointés à neuf minutes.
Mais l'ascension du col du Tourmalet, véritable juge de paix de l'étape, rebat les cartes : de nombreux coureurs connaissent une défaillance dans les pentes les plus fortes à la sortie de Barèges. C'est notamment le cas d'Henri Pélissier, victime d'une fringale et soutenu par son coéquipier Émile Georget qui le remet en selle. Au sommet, Lambot passe en tête avec neuf minutes d'avance sur Thys, tandis que Pélissier, accompagné d'un autre coéquipier, Jean Alavoine, est à plus de douze minutes. Les écarts se creusent encore dans le col d'Aspin et, après avoir franchi le col de Peyresourde, les coureurs arrivent éparpillés à Luchon. Vainqueur de l'étape, Lambot finit avec un peu plus de sept minutes d'avance sur Philippe Thys, tandis qu'Alavoine et Pélissier permettent à Peugeot d'occuper les quatre premières places. Des coureurs sont très attardés : Lucien Petit-Breton, Octave Lapize et François Faber sont à plus d'1 h 30, Eugène Christophe à plus de deux.
Désormais seul en tête du classement général, Philippe Thys prend une sérieuse option sur la victoire finale, avec près de 34 min d'avance sur son coéquipier, Henri Pélissier. Ce dernier reçoit les critiques des journalistes suiveurs qui estiment qu'il a « cour[u] plus avec les jambes qu'avec la tête » dans cette étape. Heurté par une voiture de l'organisation dans la montée du col d'Aubisque, le Franco-Tunisien Ali Neffati est conduit à Luchon à bord d'un véhicule, et crédité d'un temps qui lui permet de conserver la place qu'il occupait la veille au classement général, comme le prévoit le règlement.

## Classements

### Classement de l'étape
| \| Classement de l'étape \| Classement de l'étape \| Classement de l'étape \| Classement de l'étape \| Classement de l'étape \| \| Coureur \| Coureur \| Pays \| Équipe \| Temps \| \| --------------------- \| --------------------- \| --------------------- \| --------------------- \| --------------------- \| \| 1er \| Firmin Lambot \| Belgique \| Peugeot-Wolber \| 14 h 39 min 04 s \| \| 2e \| Philippe Thys \| Belgique \| Peugeot-Wolber \| + 7 min 40 s \| \| 3e \| Jean Alavoine \| France \| Peugeot-Wolber \| + 26 min 07 s \| \| 4e \| Henri Pélissier \| France \| Peugeot-Wolber \| + 38 min 39 s \| \| 5e \| Angelo Erba \| Italie \| Alléluia-Continental \| + 42 min 13 s \| \| 6e \| Émile Georget \| France \| Peugeot-Wolber \| + 43 min 58 s \| \| 7e \| Marcel Buysse \| Belgique \| Alcyon-Soly \| + 47 min 22 s \| \| 8e \| Odile Defraye \| Belgique \| Alcyon-Soly \| + 54 min 13 s \| \| 9e \| Louis Heusghem \| Belgique \| Peugeot-Wolber \| + 57 min 11 s \| \| 10e \| Ottavio Pratesi \| Italie \| Alcyon-Soly \| + 58 min 34 s \| |                 |          |                      |                  |
| |                 |          |                      |                  |
| |                 |          |                      |                  |
| Classement de l'étape |                 |          |                      |                  |
| Coureur | Coureur         | Pays     | Équipe               | Temps            |
| 1er | Firmin Lambot   | Belgique | Peugeot-Wolber       | 14 h 39 min 04 s |
| 2e | Philippe Thys   | Belgique | Peugeot-Wolber       | + 7 min 40 s     |
| 3e | Jean Alavoine   | France   | Peugeot-Wolber       | + 26 min 07 s    |
| 4e | Henri Pélissier | France   | Peugeot-Wolber       | + 38 min 39 s    |
| 5e | Angelo Erba     | Italie   | Alléluia-Continental | + 42 min 13 s    |
| 6e | Émile Georget   | France   | Peugeot-Wolber       | + 43 min 58 s    |
| 7e | Marcel Buysse   | Belgique | Alcyon-Soly          | + 47 min 22 s    |
| 8e | Odile Defraye   | Belgique | Alcyon-Soly          | + 54 min 13 s    |
| 9e | Louis Heusghem  | Belgique | Peugeot-Wolber       | + 57 min 11 s    |
| 10e | Ottavio Pratesi | Italie   | Alcyon-Soly          | + 58 min 34 s    |

### Classement général
| \| Classement général \| Classement général \| Classement général \| Classement général \| Classement général \| \| Coureur \| Coureur \| Pays \| Équipe \| Temps \| \| ------------------ \| ------------------ \| ------------------ \| ------------------ \| ------------------ \| \| 1er \| Philippe Thys \| Belgique \| Peugeot-Wolber \| 84 h 59 min 44 s \| \| 2e \| Henri Pélissier \| France \| Peugeot-Wolber \| + 34 min 27 s \| \| 3e \| Jean Alavoine \| France \| Peugeot-Wolber \| + 46 min 23 s \| |                 |          |                |                  |
| |                 |          |                |                  |
| |                 |          |                |                  |
| Classement général |                 |          |                |                  |
| Coureur | Coureur         | Pays     | Équipe         | Temps            |
| 1er | Philippe Thys   | Belgique | Peugeot-Wolber | 84 h 59 min 44 s |
| 2e | Henri Pélissier | France   | Peugeot-Wolber | + 34 min 27 s    |
| 3e | Jean Alavoine   | France   | Peugeot-Wolber | + 46 min 23 s    |